# A43 (Groot-Brittannië)
De A43 is een 107 km lange hoofdverkeersweg in Engeland.
De weg verbindt Stamford via Kettering, Northampton, Silverstone en Brackley met Ardley.

## Hoofdbestemmingen
- Kettering
- Northampton
- Silverstone
- Brackley